# Fazenda Barra de Mangaraí

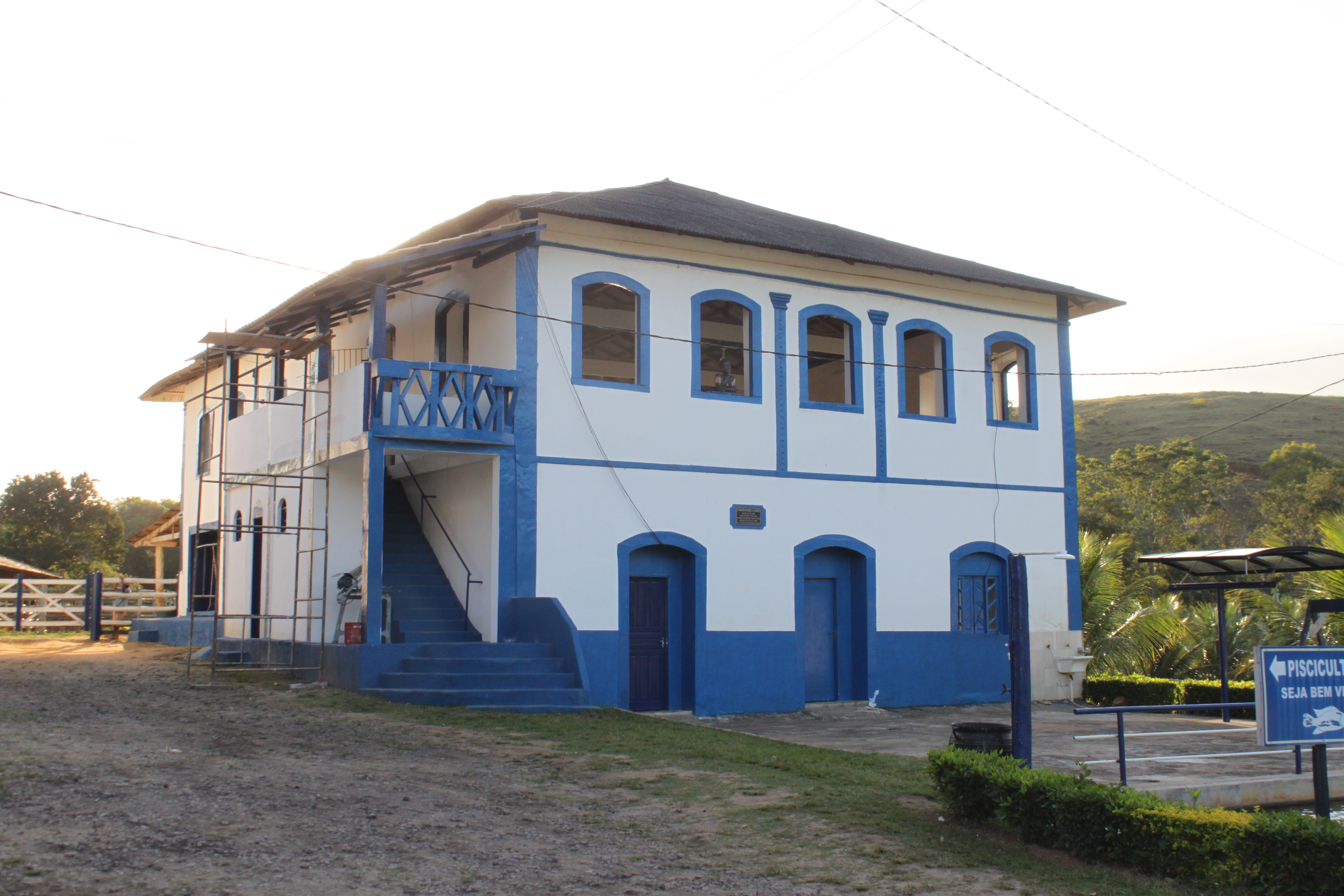
Casarão da Fazenda Barra de Mangaraí no ano 2012

A Fazenda Barra de Mangaraí está localizada na Comunidade de Barra do Mangaraí, na área rural do município de Santa Leopoldina, interior do estado do Espírito Santo. Também é conhecida como Casarão Afonso Cláudio, pois foi onde nasceu o primeiro Governador do Estado do Espírito Santo. A edificação foi inventariada no Processo 08/1980 e tombada pelo Conselho Estadual de Cultura, por meio da Resolução 05/1983.
Existem dois possíveis significados para o nome da Comunidade onde o casarão se localiza: mangará-y, do tupi-guarani, significa "Rio dos Mangarás" (planta das aráceas bastante comum na região) ou ainda Mangará, de mã-cará ou cará (tubérculo bastante produzido em Santa Leopoldina).
A edificação em estilo colonial e preserva boa parte das suas características originais, embora em 2017 já se indicava que ocorreram mudanças na edificação. A edificação tem planta quadrada possui dois pavimentos, tendo três portas de entrada no pavimento inferior e cinco janelas em duas folhas no pavimento superior. Foi construída por força de trabalho escravizada e, assim como muitos outros casarões do mesmo período, possui uma sala específica para o açoite aos "escravos rebeldes".

## História
A ocupação da região foi iniciada por volta do ano de 1800, durante o reinado de Dom João VI em Portugal (a Família Real se instalou no Brasil oito anos depois, em 1808). O responsável pela região foi Antônio Pires da Silva Pontes Leme, nomeado Presidente da Província do Espírito Santo em 29 de março de 1800. Pontes Leme tinha interesse apenas no litoral como empreendimento para si próprio, tendo concedido grandes sesmarias próximas a capital da Província, Vitória, para que outros povoassem seu entorno. E uma dessas sesmarias corresponde à atual Fazenda Barra de Mangaraí, cuja propriedade inicial ficou para o capitão-mor José Cláudio de Souza, amigo de Pontes Leme e considerado fundador de Santa Leopoldina. A sesmaria de Mangaraí media cerca de três léguas quadradas (aproximadamente 1.717 hectares), muito maior do que a atual fazenda, estendendo-se por todo o trecho navegável do Rio Santa Maria da Vitória: entre Vitória e a atual sede da cidade de Santa Leopoldina.
No casarão da fazenda, em 03 de agosto de 1859, nasceu Afonso Cláudio de Freitas Rosa, primeiro governador Republicano do Estado do Espírito Santo. A genealogia de Afonso está ligada ao primeiro proprietário da então sesmaria. José Cláudio de Souza contratou o português Domingos José de Freitas (Domingos Tintureiro), que casou-se com sua filha. Dessa união, nasceu Domingos José de Freitas. Os próximos na linhagem são José Cláudio de Freitas Rosa e Rosa Cláudio de Freitas Rosa, pais de Afonso Cláudio. 
Em 12 de dezembro de 1885, Afonso Cláudio e sua esposa, Maria Espíndola de Freitas Rosa, venderam um “quinhão” (provavelmente, a cota que cabia a Afonso Cláudio por direito na divisão da propriedade em herança) da propriedade da Fazenda Barra de Mangaraí a José da Silva Cabral Júnior, pela quantia de 600.000 reis. E ocorreu também uma permuta entre Afonso Cláudio e José da Silva Cabral Júnior, com o primeiro tendo recebido a Fazenda Santa Rosa. 

## Economia
Os dias de grandes riquezas da fazenda estiveram ligados ao trabalho escravizado e ao ciclo da cana, possuindo um engenho onde se fabricava a cachaça Mangaba. Também eram plantados arroz e feijão. 
No início do século XX, a propriedade da Fazenda Barra de Mangaraí foi comprada por Antônio Hegner, descendente de alemães.
Em 1972, a fazenda foi adquirida por Milton Corteletti, descendente de italianos, que passou a cultivar hortigranjeiros. Milton Corteletti Filho herdou a propriedade com o falecimento de seu pai e a converteu em granja, com uma produção que chegou a setenta mil aves. Nesse período, as famílias contratadas receberam um lote para morar e se originou uma pequena vila.
Em 1992, a fazenda foi adquirida por Antônio José Possatti, que buscou explorar o turismo, oferencendo visita ao casarão e outras opções de lazer: comidas caseiras, passeio ecológico e pesque-pague.
Em 2008, Luis Fernando Zobole era proprietário da fazenda e se dedicava a um projeto de piscicultura com tilápias.
Em 2022, a Fazenda Barra do Mangaraí estava em transformação para se tornar um equipamento turístico municipal, denominado condomínio-fazenda Barão do Império, incluindo um condomínio de chácaras, um resort, um hotel e um restaurante. Segundo a divulgação do empreendimento, o antigo casarão será mantido como atrativo turístico. 